# Lenzen (Elbe)
Lenzen (Elbe) ist eine Stadt im Landkreis Prignitz (Land Brandenburg). Sie ist Sitz des Amtes Lenzen-Elbtalaue, dem auch die Gemeinden Cumlosen, Lanz und Lenzerwische angehören.

## Geografie
Die Stadt befindet sich im äußersten Nordwesten Brandenburgs an der Grenze zu Mecklenburg-Vorpommern und Niedersachsen zwischen den Biosphärenreservaten Flusslandschaft Elbe-Mecklenburg-Vorpommern und Flusslandschaft Elbe-Brandenburg. Auf dem Stadtgebiet mündet die Alte Elde in die Löcknitz. Die Elbe fließt entlang der südlichen Stadtgrenze. Nordöstlich der Stadt liegt der Rudower See, der unter anderem vom Nausdorfer Kanal gespeist wird und über einen Abfluss im Südwesten (die sogenannte „Flut“) in die Löcknitz mündet.
Landschaft
- Rudower See
- Rambower Moor
- Löcknitz-Niederung
- Biosphärenreservat Flusslandschaft Elbe-Brandenburg

## Stadtgliederung
Zu Lenzen (Elbe) gehören die folgenden neun bewohnten Gemeindeteile:
| - Bäckern - Breetz - Eldenburg | - Gandow - Mellen - Moor | - Nausdorf - Rambow - Seedorf |

Darüber hinaus gehören sechs Wohnplätze zum Ort: Alt Eldenburg, Klein Sterbitz, Leuengarten, Rudow, Sterbitz und Ziegelhof.

## Geschichte

### Mittelalter

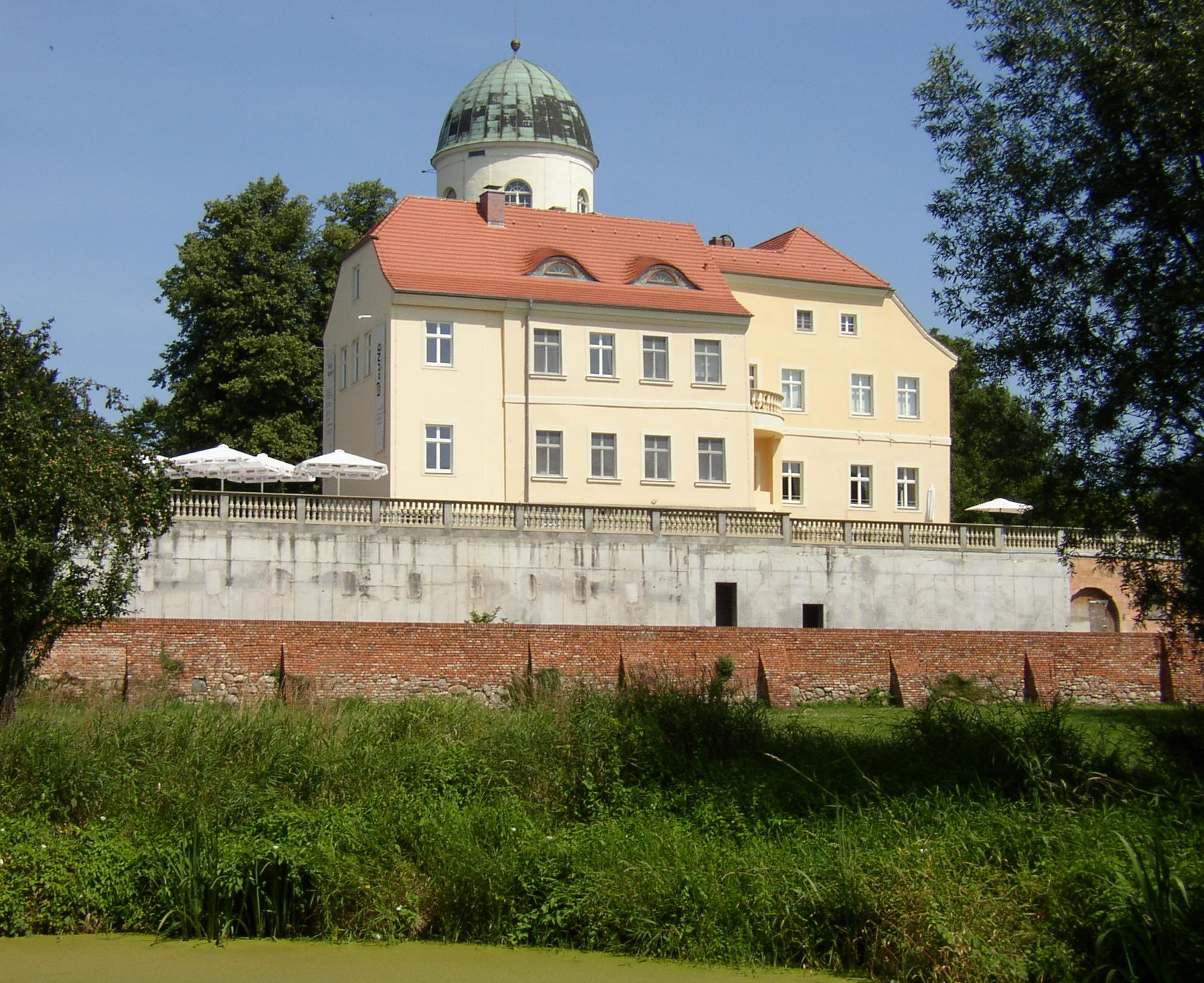
Burg Lenzen

Seit dem 7. Jahrhundert siedelten slawische Bewohner im Gebiet um das heutige Lenzen. Im 9. Jahrhundert wurde in sächsischen Texten mehrmals der Stamm der Linonen erwähnt. Für den September 929 wurde die Burg Lenzen (Lunzini, slawisch: Luczyn) erstmals genannt, als sächsische Truppen in der Schlacht bei Lenzen unter Führung des Grafen Thietmar und des Legaten Bernhard die Burg eroberten. Seit 983 stand sie nach dem Slawenaufstand wieder unter slawischer Kontrolle.
Der Abodritenfürst Gottschalk gründete dort im 11. Jahrhundert eines der ersten Klöster östlich der Elbe. 1066 wurde er in Lenzen ermordet.
Spätestens seit dem späten 12. Jahrhundert war die Burg Mittelpunkt eines Landes Lenzen (terra), einer kleinen Herrschafts- und Verwaltungseinheit. Um 1200 wurde ein steinerner Burgturm errichtet. Seit 1219 befand sich Burg und Land Lenzen im Besitz der Markgrafen von Brandenburg. Die Burg wurde zuerst an die Grafen von Schwerin verlehnt, dann an die von Dannenberg. 1227 war der Dänenkönig Waldemar II. in der Burg gefangen. Um 1237 wurden der Siedlung durch Markgraf Otto III. verschiedene Privilegien, wie das Salzwedeler Stadtrecht verliehen.
1319 ging die Burg und das Land Lenzen an den Bischof von Havelberg, danach wechselten mehrmals die Besitzer. 1382 erwarben erstmals die von Quitzow die Burg, die sie als Ausgangspunkt für Raubzüge in die Umgebung nutzten. Eine steinerne Stadtmauer entstand in der Zeit um 1400. Seit 1484 war Lenzen Sitz eines Amtshauptmanns des Kurfürstentums Brandenburg.

### Frühe Neuzeit
Tragische Ereignisse waren unter anderem Großbrände 1558 und 1703, die die Stadt fast vollständig zerstörten, sowie Pestwellen zwischen 1566 und 1638, denen etwa 2000 Menschen zum Opfer fielen, darunter 336 Pesttote im Jahr 1625 und 400 im Jahr 1638.
Im Dreißigjährigen Krieg zogen 1620 englische Söldner im Dienst des „Winterkönigs“ Friedrich von der Pfalz durch Lenzen. 1626 rückten dänische und mannsfeldische Truppen ein. 1636 plündern kaiserliche und sächsische Soldaten die Stadt. Besonders grausam waren die Schweden, die 1638 kamen. Sie raubten das gesamte Vieh, töten die Bürger, die das zu verhindern suchten, und folterten 50 Lenzener, darunter Kinder, zu Tode. Es dauerte mehr als ein Jahrhundert, bis Lenzen wieder eine Einwohnerzahl wie vor dem Krieg erreichte.

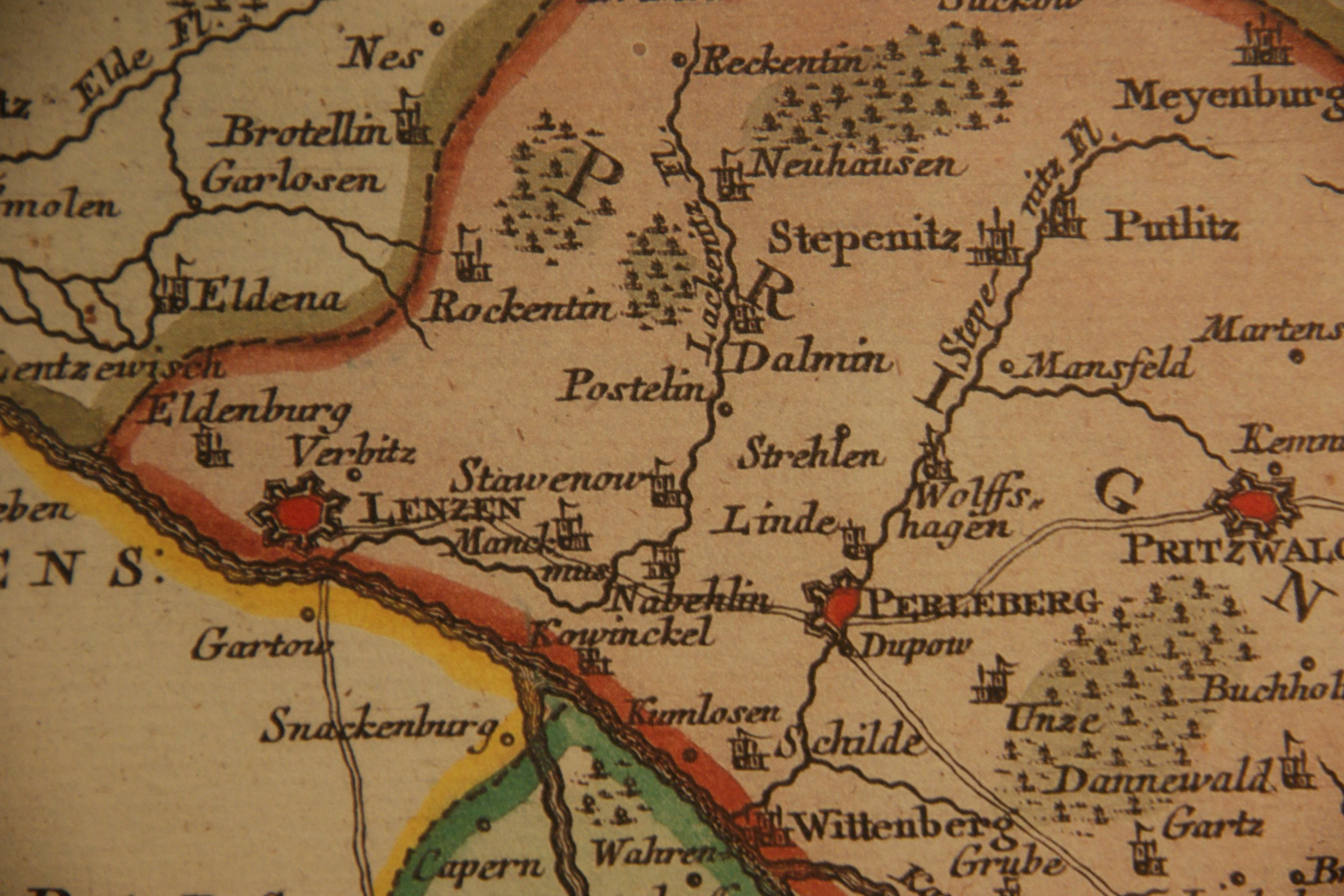
Alte Hamburger Poststrasse Berlin-Hamburg von K. Lotter 1758

Nach dem Westfälischen Frieden im Jahre 1648 wurde Lenzen zu einem wichtigen Verkehrsknotenpunkt der Postkurse Berlin–Hamburg („Alte Hamburger Poststraße“) und Magdeburg–Hamburg, die in Lenzen zusammentrafen.
Zum Wiederaufbau der verwüsteten Stadt und im Zuge des Landesausbaus ließ Kurfürst Friedrich Wilhelm 1649 niederländische, vor allem friesische Fachleute und Bauern anwerben, die die Elbdeiche verstärkten und die sumpfigen Elbniederungen rund um Lenzen trockenlegten und urbar machten. 1651 wurde der holländische Admiral Arnold Gijsels van Lier (1593–1676) zum Amtmann in Lenzen ernannt, der wegen seiner Leistungen im Deichbau, des Schaffens von Ordnung und Sauberkeit, des Wirkens gegen Hexenverbrennungen und für die Einführung regelmäßiger Schulbesuche der Kinder der Amtsdörfer zu hohen Ehren gelangte.
Das Amt Lenzen war ein königlich-preußisches Domänenamt. 1719 wurde ihm vom Kurfürsten die Herrschaft Eldenburg hinzugefügt, die der Familie von Quitzow entzogen worden war. 1769 wurde der Amtssitz von der Burg Lenzen auf die Burg Eldenburg verlegt und das Amt in Amt Eldenburg umbenannt. 1872 wurde das Amt aufgelöst.

### 19. Jahrhundert
1807/1808 bekam das Lenzener Postamt eine hohe Bedeutung aufgrund seiner Lage an der Grenze zum Herzogtum Mecklenburg-Schwerin und zum Kurfürstentum Hannover. Die wirtschaftliche Rolle der Stadt wurde von 1819 bis 1828 durch die Verlegung des Wasserzolls nach Wittenberge und des Landzolls an die Chaussee zwischen Berlin und Hamburg, die heutige B 5, größtenteils eingebüßt. Lenzen gehörte seit 1817 zum Kreis Westprignitz in der preußischen Provinz Brandenburg.
Lenzen war bis 1849 Sitz des Land- und Stadtgerichtes Lenzen. 1849 wurde hier eine Zweigstelle (Gerichtskommission) des Kreisgerichtes Perleberg eingerichtet. Von 1879 bis 1951 war Lenzen Sitz des Amtsgerichtes Lenzen.
1874 erhielt Lenzen Bahnanschluss an der Bahnstrecke Wittenberge–Buchholz, die 1945 durch die Zerstörung der Elbebrücke Dömitz nicht mehr bedient wurde. 1948 wurden die Gleise auf ostdeutscher Seite demontiert und als Reparationszahlung in die Sowjetunion verbracht.

### 20. und 21. Jahrhundert
1945 wurde Lenzen durch die Sowjetische Militäradministration in Deutschland dem damals neugebildeten Land Brandenburg zugeordnet. Mit der Auflösung der Länder in der DDR kam Lenzen 1952 zum Kreis Ludwigslust im Bezirk Schwerin. Im Juni 1952 und nach dem Mauerbau 1961 wurden zahlreiche Familien, darunter Geschäftsleute, Kleinhandwerker und Bauern, innerhalb weniger Stunden aus Lenzen zwangsausgesiedelt. Ab 1961 wurden die Grenzanlagen an der innerdeutschen Grenze immer weiter ausgebaut. Alle Bewohner bekamen halbjährlich einen Vermerk in den Personalausweis, Ortsfremde konnten die Stadt nur nach vorheriger Beantragung und Genehmigung eines Passierscheins über die mit Schlagbäumen gesperrten Zugangsstraßen erreichen. Die Genehmigung wurde in der Regel nur Verwandten ersten Grades erteilt. Seit dem 1. September 1972 gehörte die Stadt Lenzen nicht mehr zum Sperrgebiet.
Am 25. Juni 1969 kam es bei einer Erdgasbohrung in der Nähe von Lenzen zu einer schweren Gasexplosion, bei der ein Mann starb und sechs schwer verletzt wurden, woraufhin diese Bohrungen eingestellt wurden.
Nach der Öffnung der Grenzen 1989 wurde ein provisorischer Fährbetrieb über die Elbe mit Busanschluss nach Gartow eingerichtet. Erst mit der Wende wurde 1990 mit der Wiedereinrichtung der Fährverbindung nach Pevestorf eine Möglichkeit zur Elbüberquerung geschaffen.
Lenzen gehörte bei dessen Neugründung 1990 zunächst zum Land Mecklenburg-Vorpommern. Nach einem im Jahr 1991 abgehaltenen Volksentscheid kamen die Stadt und die umliegenden Gemeinden am 1. August 1992 jedoch wie vor 1952 zum Land Brandenburg zurück und wurden in den Landkreis Perleberg eingegliedert, bevor dieser im Zuge der brandenburgischen Kreisreform am 6. Dezember 1993 im neuen Landkreis Prignitz aufging.
Lenzen ist Mitglied der Arbeitsgemeinschaft „Städte mit historischen Stadtkernen“ des Landes Brandenburg. Die Altstadt wird seit 1995 schrittweise saniert.
Aufgrund der Lage an der Elbe hatte die Stadt in ihrer Geschichte oft gegen Hochwasser zu kämpfen. So war bis zuletzt auch beim Elbehochwasser 2002 der „Böse Ort“ ein kritischer Deichabschnitt. Der Fluss macht an diesem bisherigen Engpass einen Bogen von etwa 90°, so dass der Wasserdruck nicht seitlich, sondern frontal auf dem Deich lastete. Von September 2005 bis August 2009 wurde der Deich weiter ins Hinterland der Lenzen-Wustrower Elbniederung verlegt, der Elbe dadurch 430 Hektar mehr Überflutungsfläche geboten und knapp 77 Hektar Auwald angelegt.

### Eingemeindungen
Bäckern kam am 1. Juli 1961 zu Lenzen. Gandow folgte am 22. Juli 1965. Nausdorf wurde am 1. April 1971 eingegliedert. Die Orte Eldenburg und Mellen wurden am 26. Oktober 2003 nach Lenzen (Elbe) eingemeindet.

## Bevölkerungsentwicklung
| Jahr | Einwohner |
| ---- | --------- |
| 1875 | 2 844     |
| 1890 | 2 793     |
| 1910 | 2 559     |
| 1925 | 2 709     |
| 1933 | 2 705     |
| 1939 | 2 700     |

| Jahr | Einwohner |
| ---- | --------- |
| 1946 | 3 480     |
| 1950 | 3 584     |
| 1964 | 3 147     |
| 1971 | 3 132     |
| 1981 | 2 927     |
| 1985 | 2 838     |

| Jahr | Einwohner |
| ---- | --------- |
| 1990 | 2 761     |
| 1995 | 2 541     |
| 2000 | 2 378     |
| 2005 | 2 622     |
| 2010 | 2 363     |
| 2015 | 2 219     |

| Jahr | Einwohner |
| ---- | --------- |
| 2020 | 2 075     |
| 2021 | 2 058     |
| 2022 | 1 993     |
| 2023 | 2 021     |
| 2024 | 2 031     |

Gebietsstand des jeweiligen Jahres, Einwohnerzahl: Stand 31. Dezember (ab 1991), ab 2011 auf Basis des Zensus 2011, ab 2022 auf Basis des Zensus 2022

## Religion
Die Stadtkirche von Lenzen, die St.-Katharinen-Kirche, gehört zum 2010 neu entstandenen Pfarrsprengel Lenzen-Lanz-Seedorf im Kirchenkreis Prignitz der Evangelischen Kirche Berlin-Brandenburg-schlesische Oberlausitz.
Nachdem sich im Zuge der Flucht und Vertreibung Deutscher aus Mittel- und Osteuropa infolge des Zweiten Weltkriegs im seit der Reformation evangelisch-lutherisch geprägten Lenzen eine größere Zahl von Katholiken niedergelassen hatte, bildete sich in Lenzen eine katholische Gemeinde, die zur Pfarrei Wittenberge gehörte und anfangs rund 800 Mitglieder umfasste. Ihre erste Heilige Messe fand 1946 am Fest Christi Himmelfahrt im Schützenhaus von Lenzen statt. Später wurde die Sakristei der evangelischen St.-Katharinen-Kirche für katholische Gottesdienste genutzt. Am 8. September 1947 wurde eine Kapelle eingeweiht, die im Sitzungssaal der in der Hamburger Straße befindlichen Stadtsparkasse eingerichtet worden war, der dafür angemietet wurde. Am 1. Oktober 1953 erfolgte die Gründung der Kuratie Lenzen, die zur Pfarrei Wittenberge gehörte und bis 1970 noch einen eigenen Geistlichen hatte. 1991 wurde die Kapelle aufgegeben und im benachbarten Pfarrhaus eine neue Kapelle eingerichtet, die das Patrozinium Maria Trösterin der Betrübten trug. Am 23. Februar 2025 fand in der Kapelle der letzte Gottesdienst statt, da die Zahl der Gottesdienstbesucher zuletzt nur noch gering gewesen war und der Mietvertrag für die Kapelle auslief.

## Politik

### Stadtverordnetenversammlung
Die Stadtverordnetenversammlung von Lenzen besteht aus 12 Stadtverordneten und dem ehrenamtlichen Bürgermeister. Die Kommunalwahl am 9. Juni 2024 führte bei einer Wahlbeteiligung von 63,9 % zu folgendem Ergebnis:
| Partei / Wählergruppe         | Stimmenanteil 2019 | Sitze 2019 |  | Stimmenanteil 2024 | Sitze 2024 |
| ----------------------------- | ------------------ | ---------- |  | ------------------ | ---------- |
| Bürger für Bürger (BfB)       | 37,0 %             | 4          |  | 29,2 %             | 3          |
| CDU                           | 32,2 %             | 4          |  | 26,1 %             | 3          |
| SPD                           | 10,7 %             | 1          |  | 25,6 %             | 3          |
| Horizonte Lenzen              | –                  | –          |  | 07,1 %             | 1          |
| Einzelbewerberin Saher Popal  | –                  | –          |  | 07,0 %             | 1          |
| Freie Wähler – Neues Lenzen   | 08,9 %             | 1          |  | 05,0 %             | 1          |
| Einzelbewerber Torsten Wagner | 07,1 %             | 1          |  | –                  | –          |
| Einzelbewerberin Sabine Döpel | 04,1 %             | 1          |  | –                  | –          |
| Insgesamt                     | 100 %              | 12         |  | 100 %              | 12         |

### Bürgermeister
- 1998–2003: Sabine Kühn (SPD)[18]
- 2003–2019: Christian Steinkopf (CDU)[19]
- 2019–2024: Thomas Wange (Bürger für Bürger)
- seit 2024: Walter Jahnke (SPD)

Wange wurde in der Bürgermeisterwahl am 26. Mai 2019 mit 61,5 % der gültigen Stimmen gewählt.
Am 9. Juni 2024 wurde Jahnke ohne Gegenkandidaten mit 72,9 % der gültigen Stimmen zu seinem Nachfolger gewählt. Seine Amtszeit beträgt fünf Jahre.

### Rathaus und Einzeigeruhr

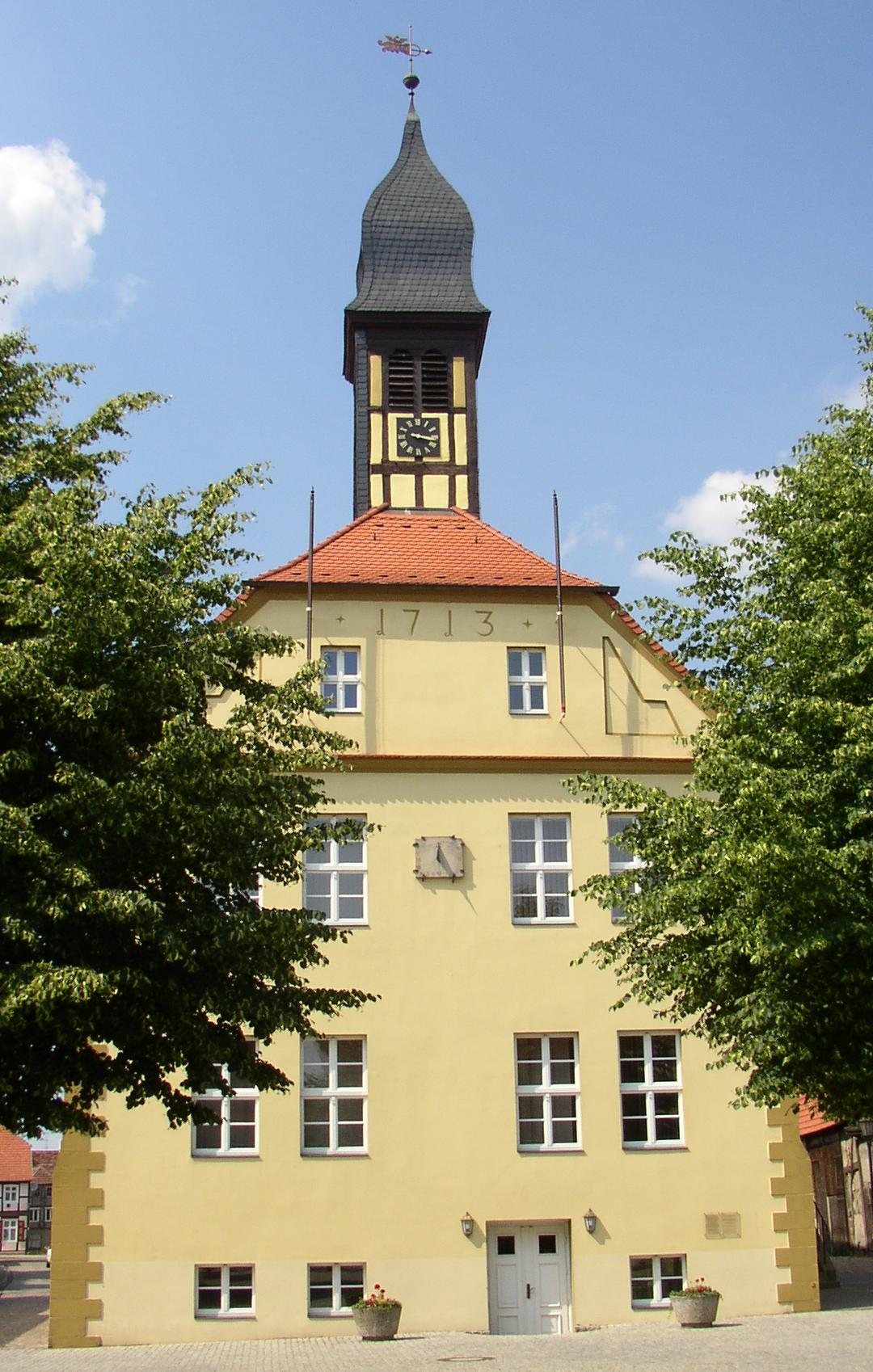
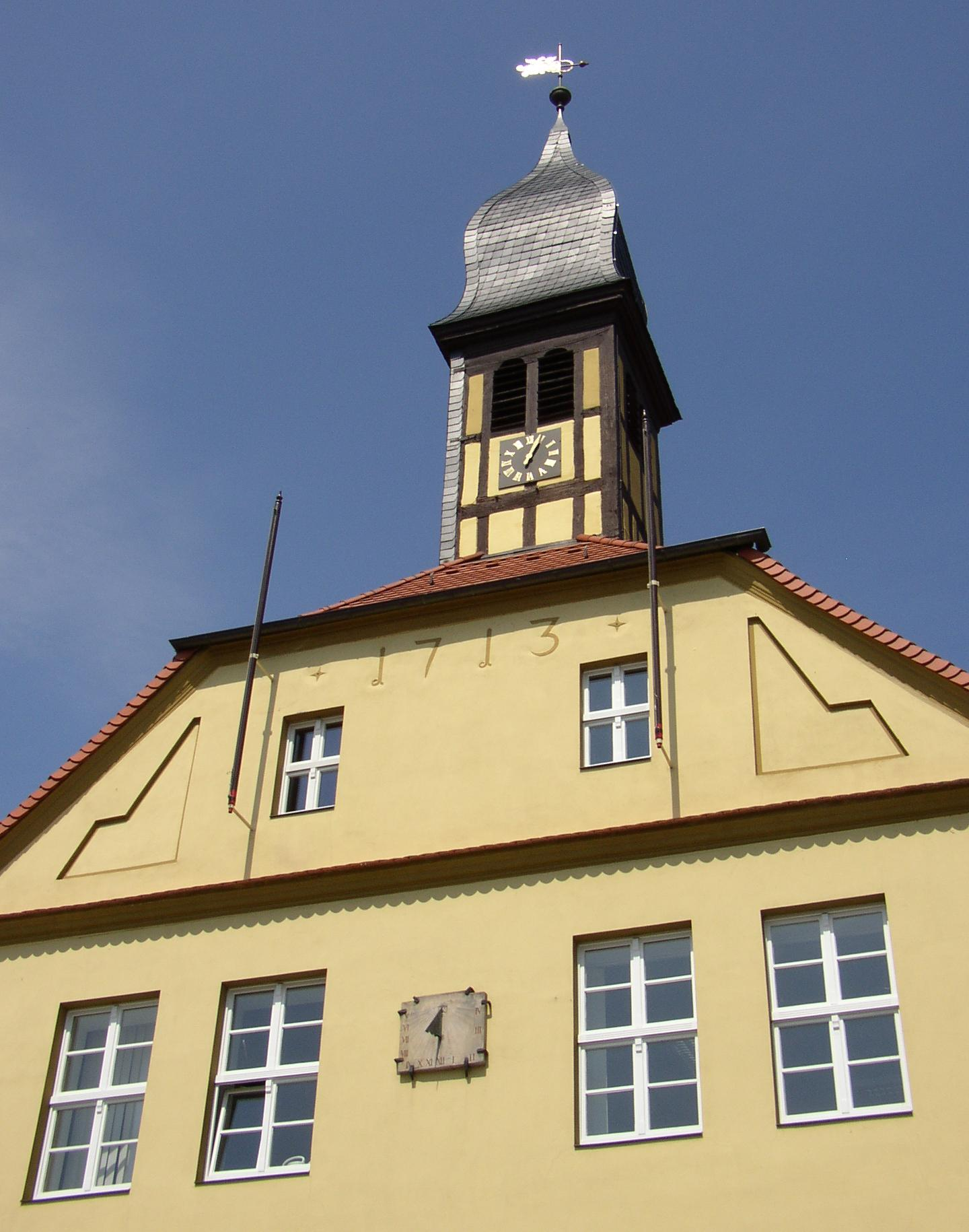
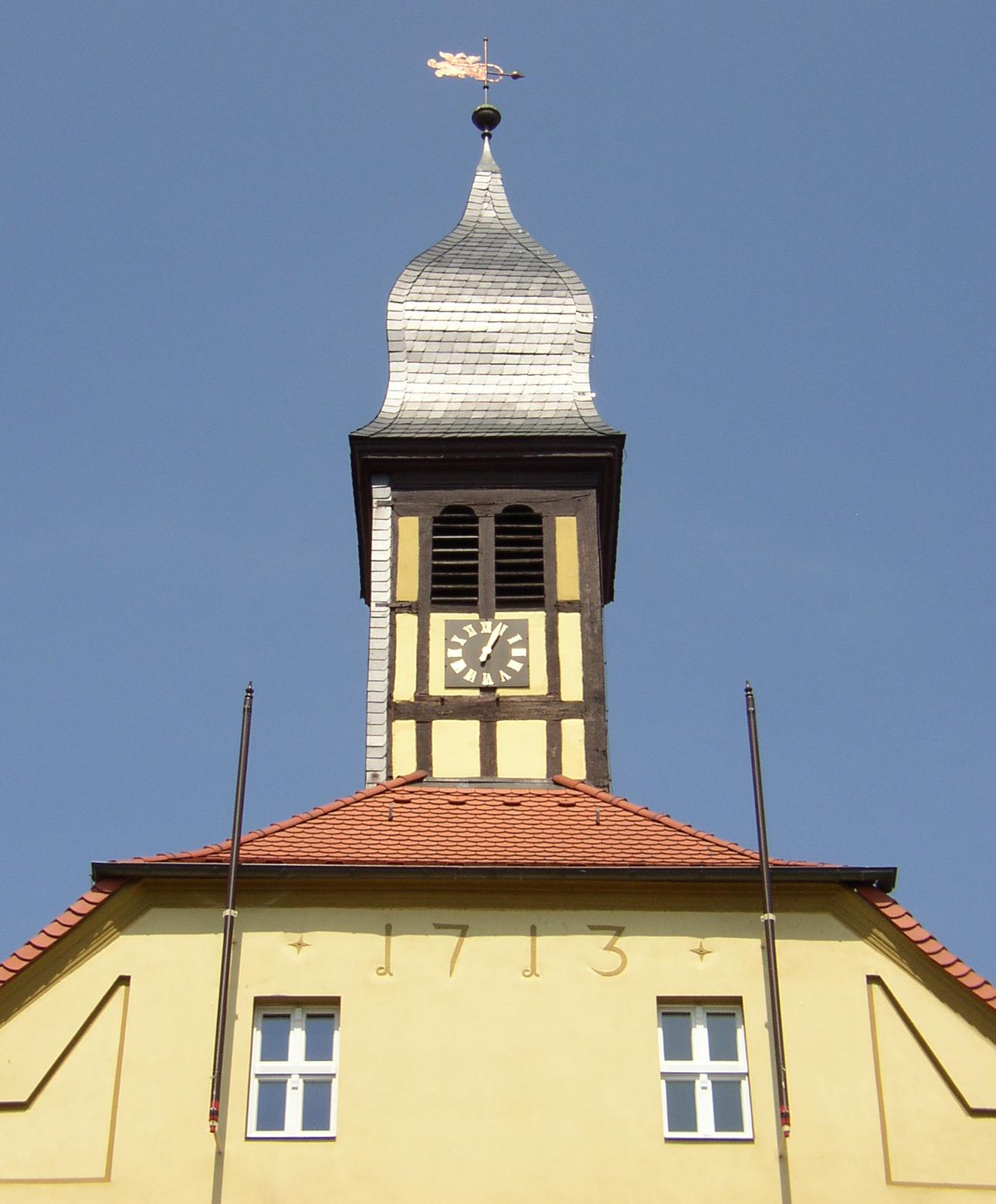

### Wappen
| Wappen von Lenzen | Blasonierung: „In Silber über grünem Schildfuß ein goldbewehrter roter Adler zwischen zwei durch einen Zinnenbogen verbundenen spitzbedachten, gezinnten, roten Rundtürmen mit je einem kleinen äußeren Wartturm, Dächer mit goldenen Knäufen.“ |
| Wappen von Lenzen | Wappenbegründung: Das Wappen fußt auf dem ältesten Siegel von 1321 und zeigt den brandenburgischen Adler. |

### Städte- bzw. Gemeindepartnerschaften
- Reken (Nordrhein-Westfalen)

## Sehenswürdigkeiten

### Hauptwache mit Rathaus
Das erste Lenzener Bürgerhaus fiel dem Stadtbrand von 1558 zum Opfer. Es hieß, dass „… alle documenta und obligationibus gäntzlich verdorben und zu Asche geworden“ wären. Die wieder neu errichteten Rathäuser wurden ebenfalls bei den Stadtbränden von 1652 und 1703 zerstört. Das heutige Rathaus wurde „zierlicher als vorhin“ 1713 errichtet. Um 1756 wurde eine Turmuhr in Auftrag gegeben, die als Besonderheit nur einen Zeiger aufweist, der lediglich die Stunden anzeigt. (Siehe: Rathausuhr in Lenzen). 1994 erfolgte eine umfassende Sanierung des Gebäudes.

### Stumpfer Turm
Der Stumpfe Turm, an dem noch Reste der 3 bis 4 Meter hohen Stadtmauer, die aus Feld- und Backsteinen bestand, zu sehen sind, war der Torturm des Bergtors, eines der Lenzener Stadttore. An diesem sowie den anderen Toren, dem Seetor und dem Heidetor, wurde Zoll erhoben. Zum Stumpfen Turm gelangte man über zwei Brücken, über die Flut und den Stadtgraben jeweils mit Vortor und Zugbrücke. Am Turm war früher eine eiserne Elle als in der Stadt geltendes Längenmaß angebracht. Das Stadttor war nachts verschlossen. Ab 1700 verfielen die Stadtmauern, und das Bergtor wurde 1758 abgerissen. Nachdem das Dach des Turmes eingestürzt war, hieß der Turm Stumpfer Turm. Der Stumpfe Turm wurde auf einem achteckigen Grundriss als runder Turm errichtet. Die beiden weiteren Stadttore der Stadtbefestigung, See- und Heidetor, sind nicht mehr vorhanden.

### Preußischer Postmeilenstein
Der preußische Postmeilenstein der alten Hamburger Poststraße wurde 1803/04 am Marktplatz errichtet. Hier trafen die Hauptpostkurse von Berlin nach Lenzen und von Magdeburg nach Lenzen zusammen. Der Hauptpostkurs von Lenzen nach Hamburg wurde gemeinsam geführt. Die Meilensteine zeigten Postillion und Reisenden die Entfernung von einer preußischen Meile an. Eine preußische Meile betrug 7,53248 Kilometer. Die Personen- und Postbeförderung wurde nach Meilen berechnet.

### Burg Lenzen
Die Burg stammt vom Ende des 1. Jahrtausends. In der Barockzeit wurde sie erweitert. Zu DDR-Zeiten war hierin ein Veteranenheim untergebracht. Sie wurde von der letzten Eigentümerin der Naturschutzorganisation BUND geschenkt und ist heute das europäische Zentrum für Auenökologie, Umweltbildung und die Besucherinformation des Biosphärenreservates Flusslandschaft Elbe-Brandenburg. Der 24 m hohe Burgturm beherbergt die Ausstellung und kann als Aussichtsturm bestiegen werden. Die Burg beherbergt seit Juli 2021 außerdem das „ahead burghotel“, Deutschlands größtes rein veganes Hotel.
Figurengruppe Lenzener Narrenfreiheit
Auf dem Burgplatz am Eingang zur Burg Lenzen steht die Figurengruppe mit Bronzefiguren zur Stadtgeschichte Lenzener Narrenfreiheit des Malers und Bildhauers Bernd Streiter (* 1962). Mit sieben Szenen werden Begebenheiten dargestellt: Eulenspiegel, Mist in den Gassen, Kunst des Schreibens,
Baukunst, Sonntagsruhe, Rechtsprechung und Hochwasser.

### Weitere Bauwerke
- St.-Katharinen-Kirche mit einer auf Hans Scherer d. J. zurückgehenden, von Arp Schnitger 1708 vollendeten und von Gottlieb Scholtze nach schwerer Beschädigung 1759 unter Verwendung der erhaltenen Teile neu errichteten Orgel[30]
- Altes Küsterhaus
- Großsteingrab von Mellen
- Ehemaliger Grenzturm am Hafen südwestlich der Stadt, der als Aussichtsturm genutzt wird[31]

## Galerie

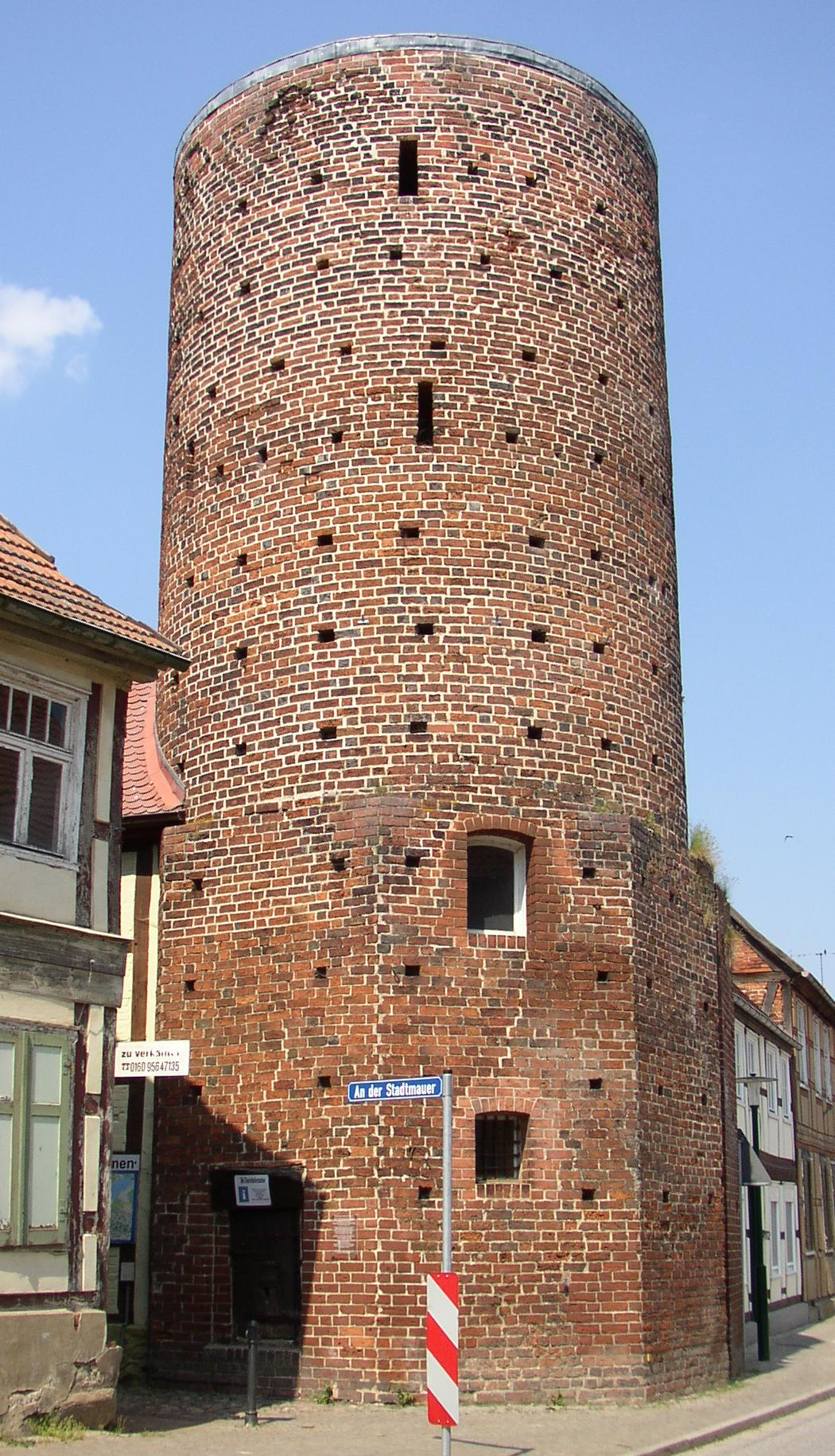
Stumpfer Turm
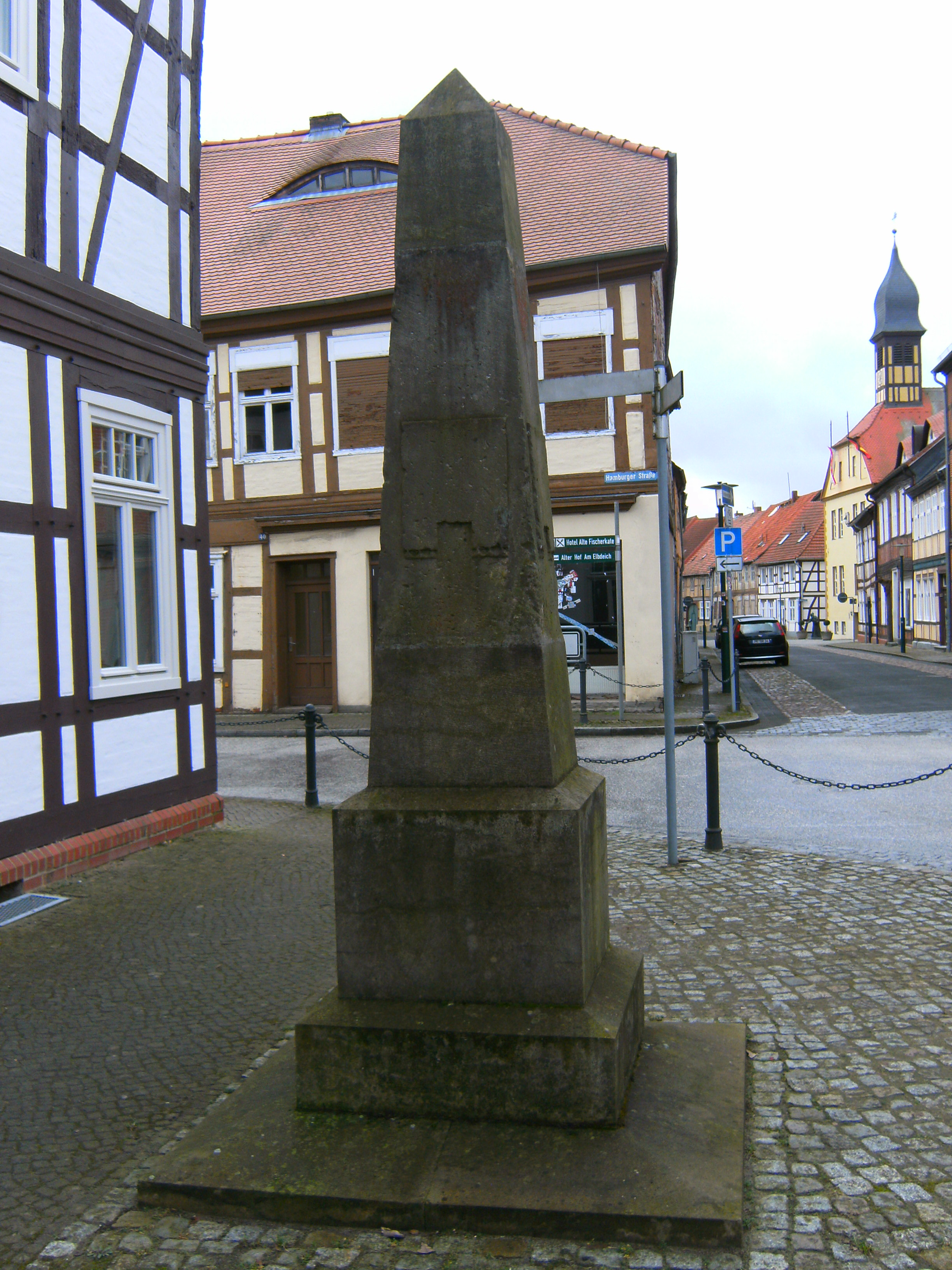
Preußischer Postmeilenstein von 1803/04 am Marktplatz
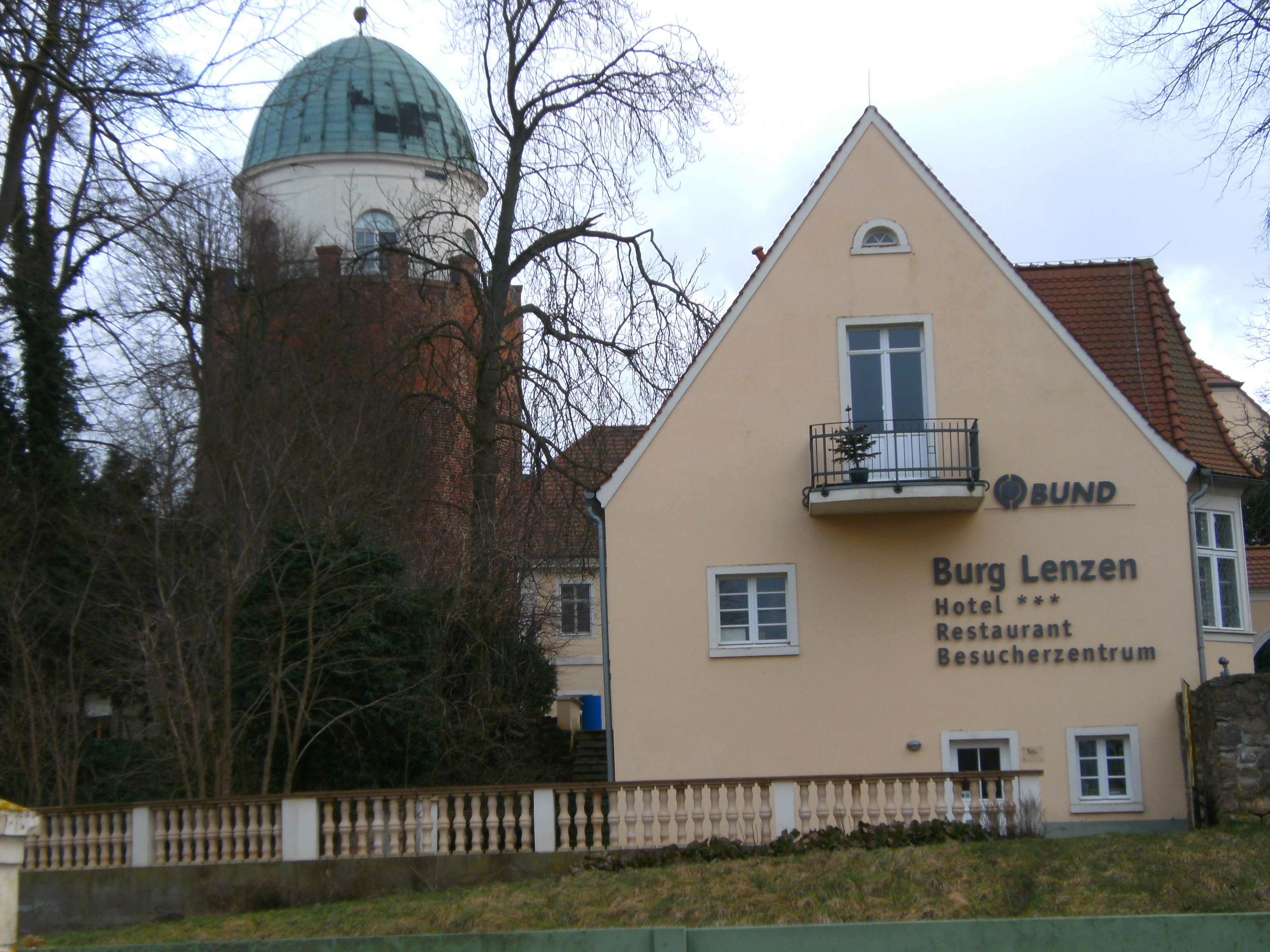
Burg Lenzen: Museum, Hotel, Besucher- und Tagungszentrum
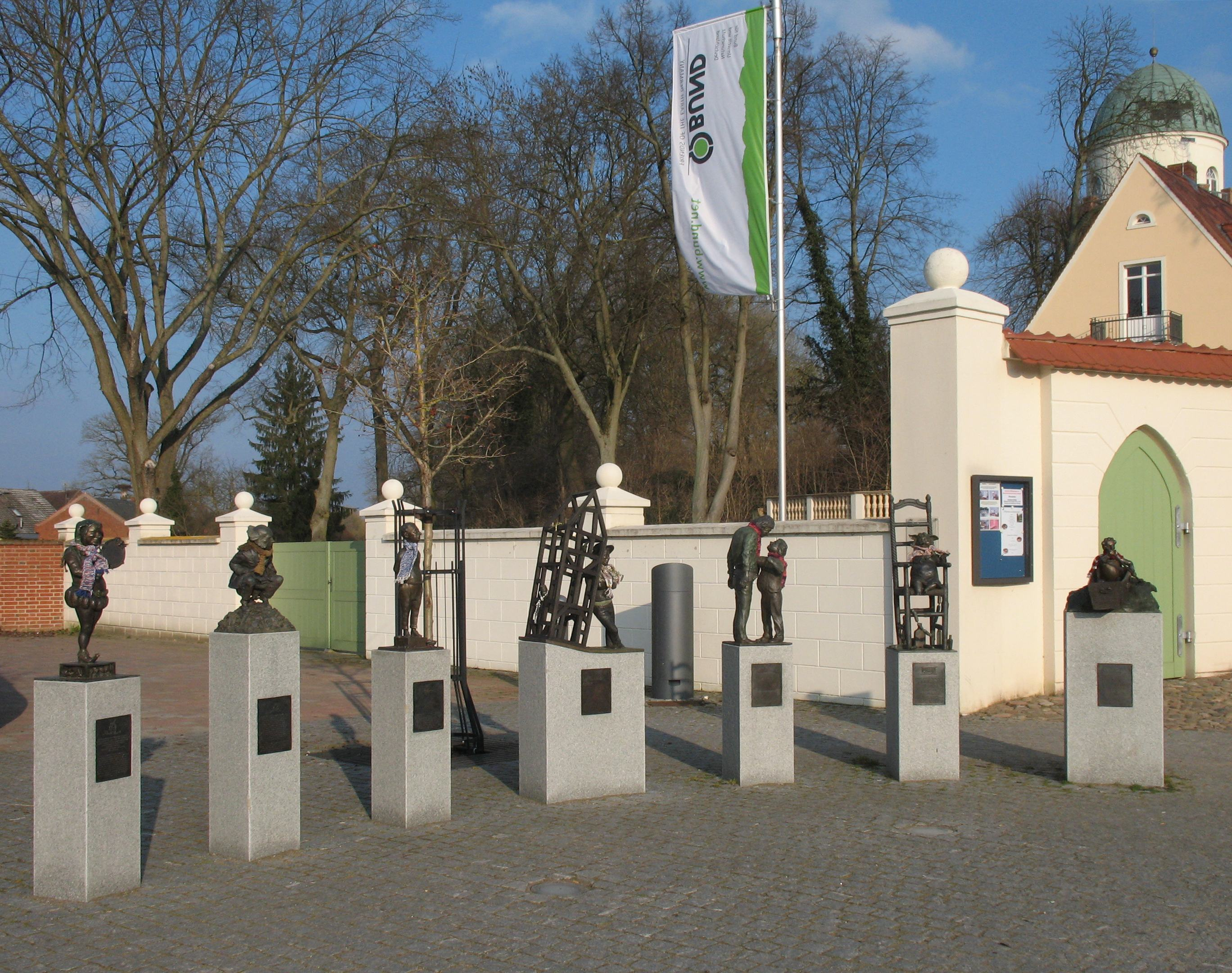
„Lenzener Narrenfreiheit“
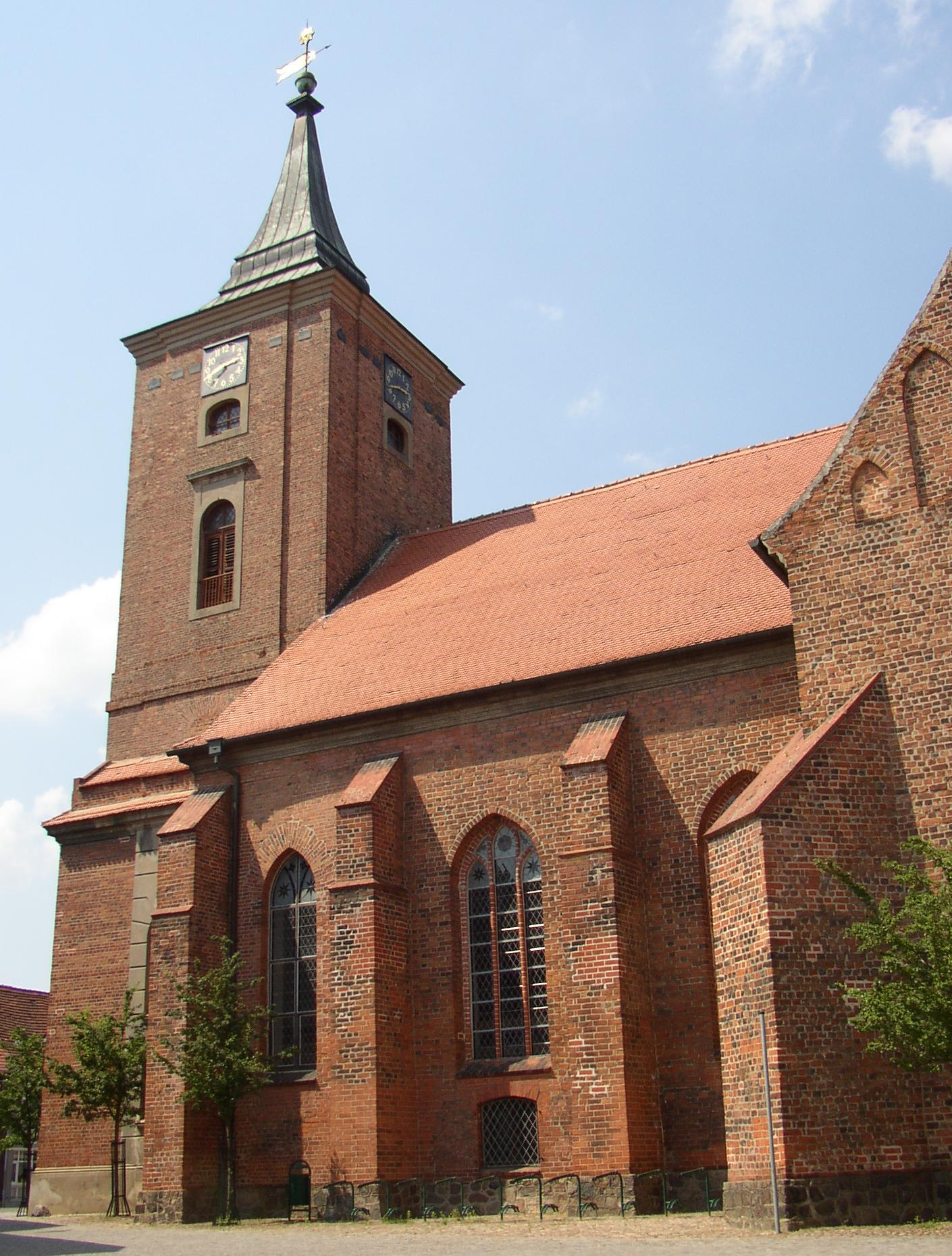
St.-Katharinen-Kirche
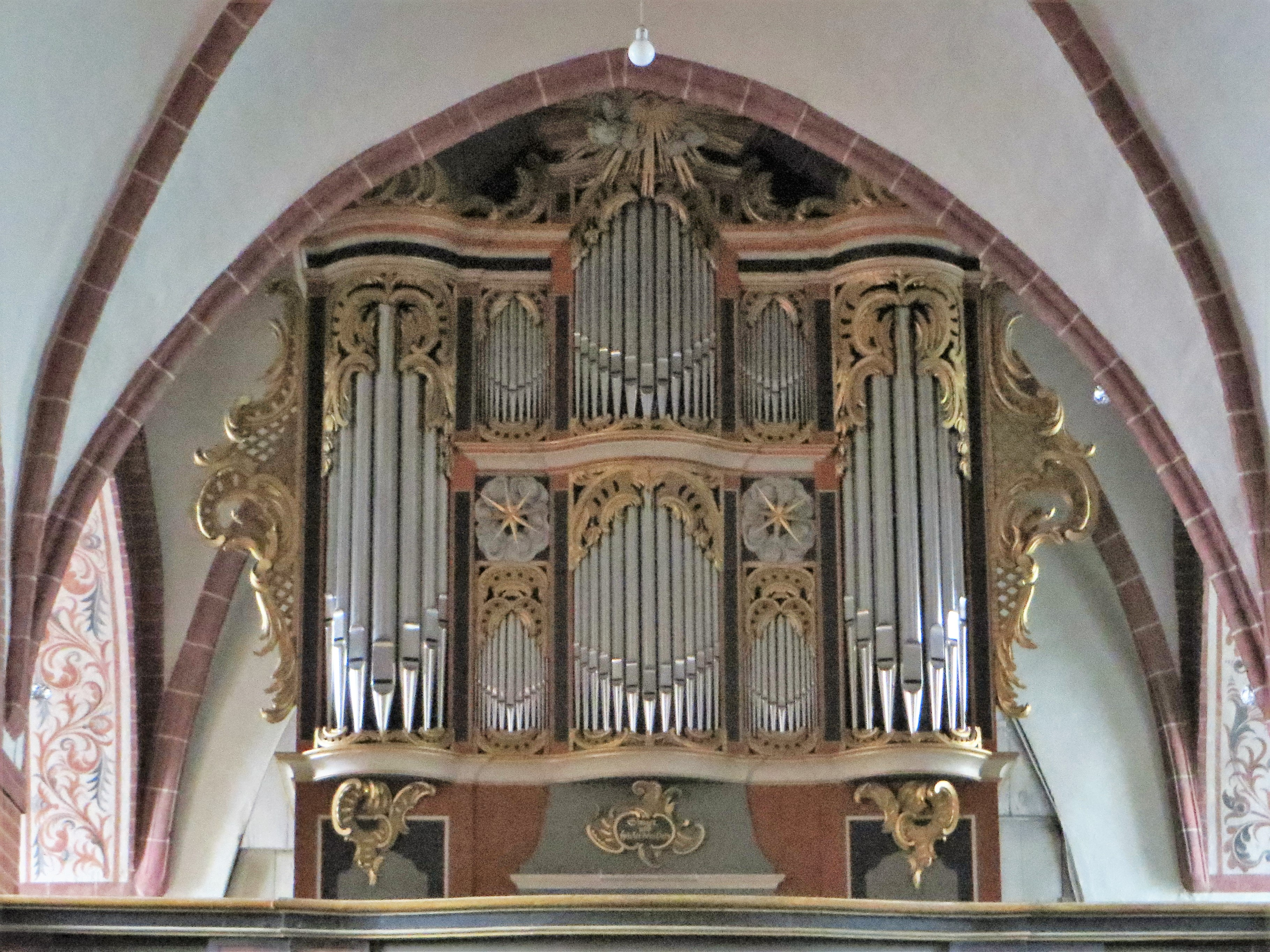
Orgel in St. Katharinen
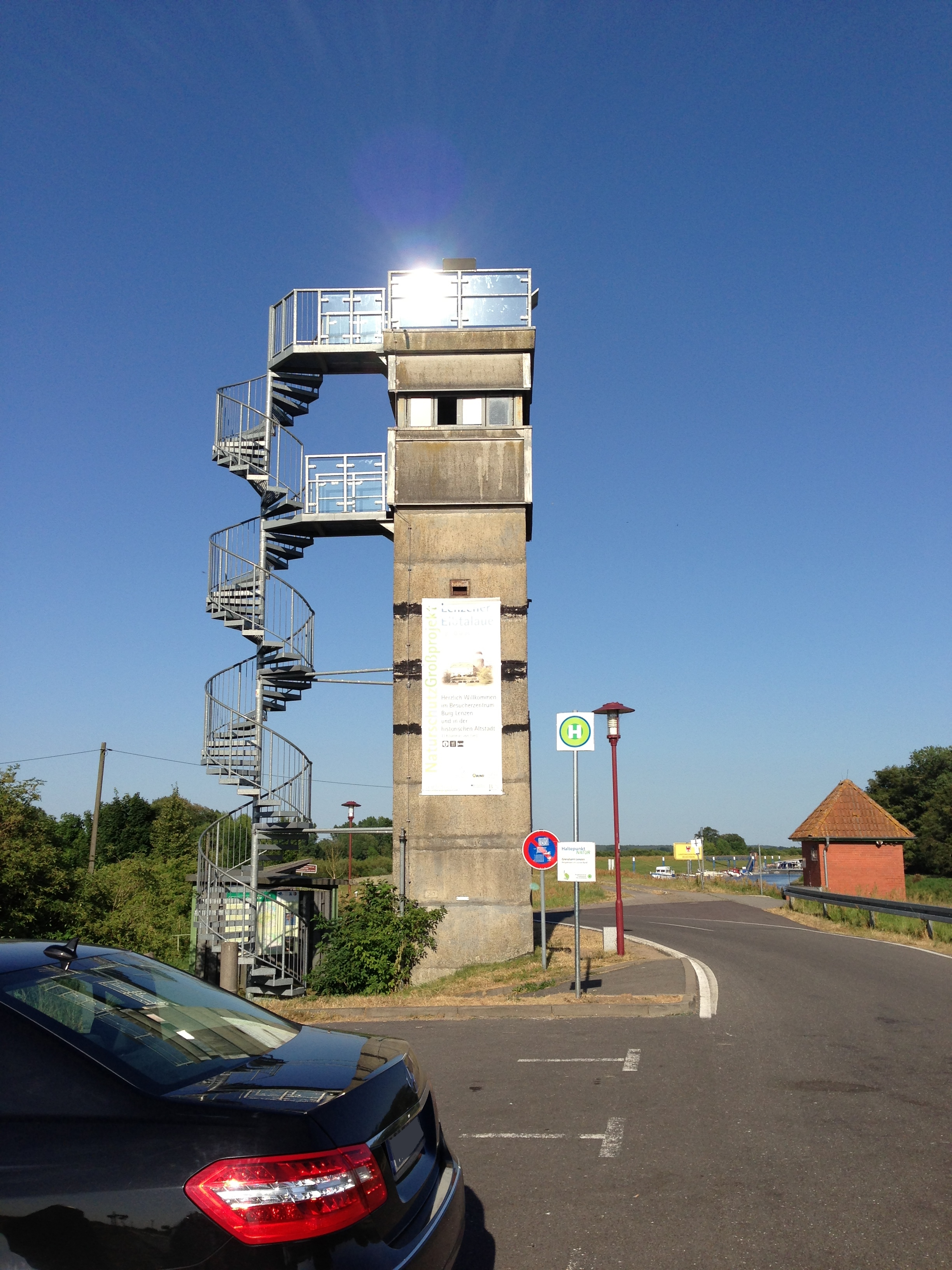
Aussichtsturm

## Verkehr
Durch Lenzen verläuft die Bundesstraße 195 zwischen Dömitz und Wittenberge. Die Landesstraße L 13 verbindet Lenzen mit Karstädt. Eine Elbfähre verkehrt zwischen Lenzen und dem niedersächsischen Pevestorf und bietet eine Möglichkeit der Überquerung des Flusses auf dem brückenlosen Abschnitt zwischen Dömitz und Wittenberge.
Durch die ARGE Prignitzbus ist Lenzen mit einer PlusBus- sowie weiteren Regionalbuslinien erreichbar.
Die Bahnstrecke Wittenberge–Buchholz und damit auch der Bahnhof Lenzen (Elbe) sind seit 1947 stillgelegt.

## Regelmäßige Veranstaltungen
- Jährlich zur Fastnachtszeit: Sitzungskarneval des Lenzer Karnevalsverein in mehreren Sitzungen.[32]

## Söhne und Töchter der Stadt

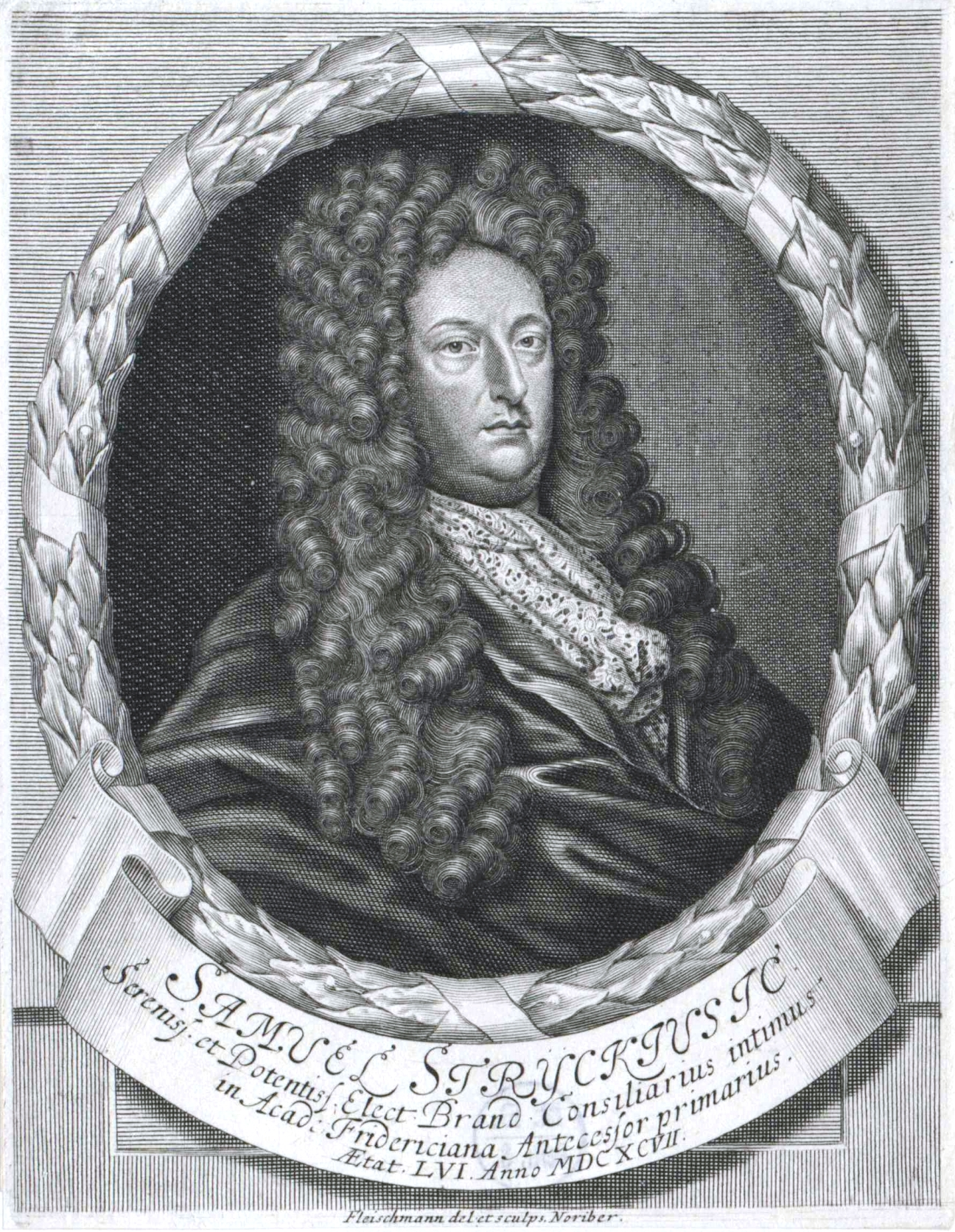
Samuel Stryk 1697

- Caspar Movius (1610–1671), Kirchenmusiker und Komponist
- Samuel Stryk (1640–1710), Jurist
- Johann Friedrich Wedding (1759–1830), Hüttenbaudirektor, geboren in Seedorf
- Elise Lensing (1804–1854), Gönnerin, Freundin und spätere Mätresse von Christian Friedrich Hebbel
- Hermann Graebke (1833–1909), Heimatschriftsteller
- Ernst Breest (1843–1918), evangelischer Geistlicher und Theologe
- Walrab Freiherr von Wangenheim (1884–1947), Politiker (DHP, NLP), geboren in Eldenburg
- Thea Woost (1931–2012), Politikerin (SPD), Mitglied der Hamburgischen Bürgerschaft
- Beate Meffert (1947–2021), Informatikerin und Hochschullehrerin
- Caterina Muth (* 1958), Politikerin (Die Linke)